# 羽田夕夏
羽田 夕夏（はねだ ゆか、1985年7月14日 - ）は、日本の元AV女優、ストリッパー。

## 略歴
2004年に非アダルトのビデオ『看護病棟201号室』をリリースした後、2005年『桃乳プリン』でAV女優としてデビュー。クリスタル映像、アタッカーズ、アイデアポケットなどで専属契約していた。
翌2006年8月21日、新宿ニューアートでストリップデビュー。

## 人物
趣味はネイルアート、特技は変顔。
好きなものは、食べ物ではイチゴなどの果物、ゴディバのミントスティック、いかそうめん。
飲み物ではミネラルウォーター。その他、ハローキティ、アナスイ、花、下着、シャネル。
苦手なものは、牛乳、イチゴ味のチョコレート。

## 出演作品

### オリジナルビデオ
- 看護病棟201号室（2004年11月27日）

### アダルトビデオ
撮りおろし作品
2005年
- 桃乳プリン（2月25日、クリスタル映像）
- Hな桃乳（3月25日、クリスタル映像）
- 女乳（4月29日、クリスタル映像）
- コスプレ召使い（5月27日、クリスタル映像）
- ねぇ、Hしよっ♥（6月24日、クリスタル映像）
- A級乳犯（7月29日、クリスタル映像）
- 女子校生監禁凌辱 鬼畜輪姦57（12月7日、アタッカーズ）

2006年
- GAME OVER デッド・オア・レイプ（1月7日、アタッカーズ）共演:林泉水
- MAX SOAP QUEEN（3月1日、アイデアポケット）
- DIGITAL CHANNEL（4月1日、アイデアポケット）
- 監禁縛乳姦淫DX（7月7日、アタッカーズ）共演:咲あいら、小春
- 爆乳とザーメン（8月1日、アイデアポケット）
- SMart（8月7日、アタッカーズ）
- 奴隷島 第五章 哀辱は亡き父と共に…（9月7日、アタッカーズ）共演:七海菜々、桜田さくら、MAYA
- サイキックエージェント ユカ（10月7日、アタッカーズ）
- ネオヤプーズコア 集団調教ハーレム（11月7日、アタッカーズ）共演:水野ひかり、京本かえで
- 夫の目の前で犯されて- 巨乳若妻の涙（12月7日、アタッカーズ）

2007年
- 蛇縛の精神拷問 辿り着いた拷問世界 アザアス3（1月7日、アタッカーズ）
- Iカップ巨乳×超ギリ激ヤバモザイク（1月18日、ディープス）
- ロケの裏で女優50人にやりたい放題!完全撮り下ろし!懲戒免職ADが隠し持っていたVTR入手!（2月8日、ディープス）他出演:天衣みつ、立花里子、春菜まい、さいとう真央 他多数
- 超ギリ激ヤバモザイク×イカせ巨乳STYLE♥（2月22日、ディープス）
- 猟奇館の凌辱（2月23日、シネマジック）
- 超ギリ激ヤバモザイク×恋人はギャル巨乳（3月22日、ディープス）
- ヌルヌルローション巨乳FUCK（4月19日、ディープス）
- クイズ￥レイプショック2007 不正解者は即生中出し輪姦です!（5月3日、ディープス）他出演:三津なつみ、大沢佑香、仲村もも、東城えみ ※AV OPEN 2007エントリー作品
- 超高級美少女レズ・ソープ嬢（5月17日、ディープス）共演:姫宮ラム、島田香奈、大石もえ
- 華麗なるレズ一族（6月21日、ディープス）共演:大沢佑香、仲村もも
- 爆乳女教師 中出し20連発（7月19日、アイエナジー）
- 雌女anthology #048（8月3日、アウダースジャパン）
- 癒らし。VOL38（9月7日、アウダースジャパン）
- WATER POLE 35(10月11日、プレステージ）
- レイプ逃走（10月12日、TMA）他出演:藤本さおり、さくらの、杏珠
- 巨乳拘束トランス（10月19日、ドグマ）
- ボイン大好きしょう太くんのHなイタズラ 5 〜お兄ちゃんの彼女編（10月23日、グローリークエスト）
- 巨乳セクレタリー Iカップ105cm（11月15日、ドグマ）
- いやらしい若妻 6（12月14日、ビッグモーカル）他出演:花野真衣
- 爆乳お手伝いの誘惑Hカップ（12月15日、ワープエンタテインメント）
- SUND★ME!!（12月15日、ワープエンタテインメント）他出演:橘れもん、長谷川あゆみ、愛里ひな、京野明日香、我那覇レイ、飯島夏希、原千尋、間宮いずみ、永瀬あき、高城梨沙、絢音ミミ、宮下まい、東野愛鈴、愛葉みずき
- 競泳水着の痴女たち（12月21日、GLAY'z）オムニバス作品 他出演:浜崎りお、鮎川なお、さくらの 他

2008年
- 渋谷素人ギャル失禁 中出し プチ露出（1月5日 GARCON）
- 爆乳潮吹きマゾ（1月21日 アヴァ）
- ヴァーチャル保育園 イカせて夕夏先生（2月1日 ワンズファクトリー）
- BOING.105 Icup 07（2月5日 ドリームチケット）
- Smoking Girls（2月8日、TMA）オムニバス作品 他出演:流川純、葉月奈穂、木村那美、藤本さおり、さくらの、伊藤あずさ、志村玲子、松田亜美、魚住里奈、吉澤レイカ、竹内美樹、真鍋あや、青井マリ、水森あおい、早坂めぐ、茅ヶ崎ありす、藤咲美里、月嶋りお、長澤リカ
- E-BODY（2月13日 E-BODY）
- CHARISMA☆Icup（2月19日 kira☆kira）
- ハラハラドキドキ陵辱露出旅行（2月21日 ヒビノ）
- 接吻や乳首を舐められながら手コキされた僕。 2（3月1日、ワンズファクトリー）他出演:浜崎りお、妃乃ひかり、寧々、沢尻アヤカ、愛沢ひな、鮎川なお、愛乃彩音、一色あかね、南野みるく
- 爆乳I・J・Jcup☆失禁大乱交（3月19日 kira☆kira）共演:秋川ルイ、蜜井とわ
- 105cm Hcup YUKA (4月19日、OPPAI)
- 拘束椅子Lbia（2008年4月19日、ドグマ）共演:紅音ほたる
- 調教オナペット ゆか（5月21日、h.m.p）
- kira☆kira女教師GALS 4時間SPECIAL（7月19日、kira☆kira）他出演:MARINA、秋川ルイ、妃乃ひかり、佐藤江梨花、飯島夏希、春名えみ、北島玲、麗花、村上里沙、雨音しおん、乙羽ナナ、蜜井とわ、堀口奈津美、星倉なぎさ
- 手コキでベロちゅ〜3（7月19日、イエロー）他出演:彩花ゆめ、永瀬あき、葉月奈穂、蜜井とわ、風間ゆみ、七海りん、美島遥、北島玲、真田春香、芽衣奈、堀口奈津美
- 巨乳制服美少女学園 2（8月19日、イエロー）共演:辻さき、星優乃、芽衣奈
- 官能小説朗読オナニ〜 3（8月19日、イエロー）他出演:七海りん、美島遥、矢口ひろな、芽衣奈、彩花ゆめ、一戸のぞみ、凛華、小峰ミサ、稲森ケイト、葉月奈穂、北島玲
- 窒息顔騎と絞めつけ騎乗位（10月1日、ワンズファクトリー）他出演:風間ゆみ、藤本もも、蜜井とわ、乃亜、ICHIKA、@YOU、響鳴音、芽衣奈、夏川亜咲
- 巨乳人妻町内会（11月19日、イエロー）共演:風間ゆみ、一戸のぞみ、大塚咲
- 105I 95G 94G 88G OPPAI 女教師スペシャル (11月19日、OPPAI) 共演：真田春香、@YOU、松嶋れいな
- 脱ぎたてホクホクパンティー手コキ&フェラ 2（12月19日、イエロー）他出演:北島玲、一戸のぞみ、葉月奈穂、七海、野中あんり、七咲楓花、桃咲まなみ、蜜井とわ、大塚咲、有希ちな
- 女忍ねずみ小僧討魔伝（12月26日、メディアステーション）共演:東野愛鈴 他
- BigBoobsButt（12月27日、実録出版ENJOY）

2009年
- 極太チ○コしか咥えたくない!（1月16日、レアル・ワークス）
- 極上のおっぱい 6（2月20日、S級素人）
- 凌辱女給・痴女貴婦人・純愛女学生 懐古好色大正浪漫エロス（2月27日、メディアステーション）他出演:東野愛鈴 他
- BoinBox（4月1日、ABC/妄想族）
- みるスポ!（4月7日、みるきぃぷりん♪）
- エロいい女（4月24日、ケイ・エム・プロデュース）共演:牧野くるみ あすかみみ 夏樹カオル
- 巨乳・爆乳 乳舐め吸い VOL.7（8月1日、映天）共演:妃乃ひかり、水森あおい、あいぶらん、うるみゆう、長谷川ミュウ、倉田茜